# Прокул Геганий Мацерин
Прокул Геганий Мацерин (на латински: Proculus Geganius Macerinus) e римски политик от 5 век пр.н.е., брат е на Марк Геганий Мацерин (консул 447, 443, 437 пр.н.е. и цензор 435 пр.н.е.) и произлиза от патрицианската фамилия Гегании.
През 440 пр.н.е. той е консул заедно с Луций Менений Агрипа Ланат. По това време (440/439) в Рим настъпва тежка гладна криза и богатият плебей Спурий Мелий, продава на ниски цени своите зърнени запаси на населението, като се стреми да стане консул, дори цар. Това води до неговото даване под съд от тогавашния префект на Рим Луций Минуций.